# Anthoúsa (ort i Grekland, Attika)
Anthoúsa (Anthousa) är en ort i Grekland.   Den ligger i prefekturen Nomarchía Anatolikís Attikís och regionen Attika, i den sydöstra delen av landet, 15 km öster om huvudstaden Aten. Anthoúsa ligger 316 meter över havet och antalet invånare är 2 132.
Terrängen runt Anthoúsa är kuperad norrut, men söderut är den platt.Runt Anthoúsa är det ganska tätbefolkat, med 222 invånare per kvadratkilometer. Närmaste större samhälle är Aten, 14,9 km väster om Anthoúsa. Trakten runt Anthoúsa består till största delen av jordbruksmark.